# Monaster Neamț

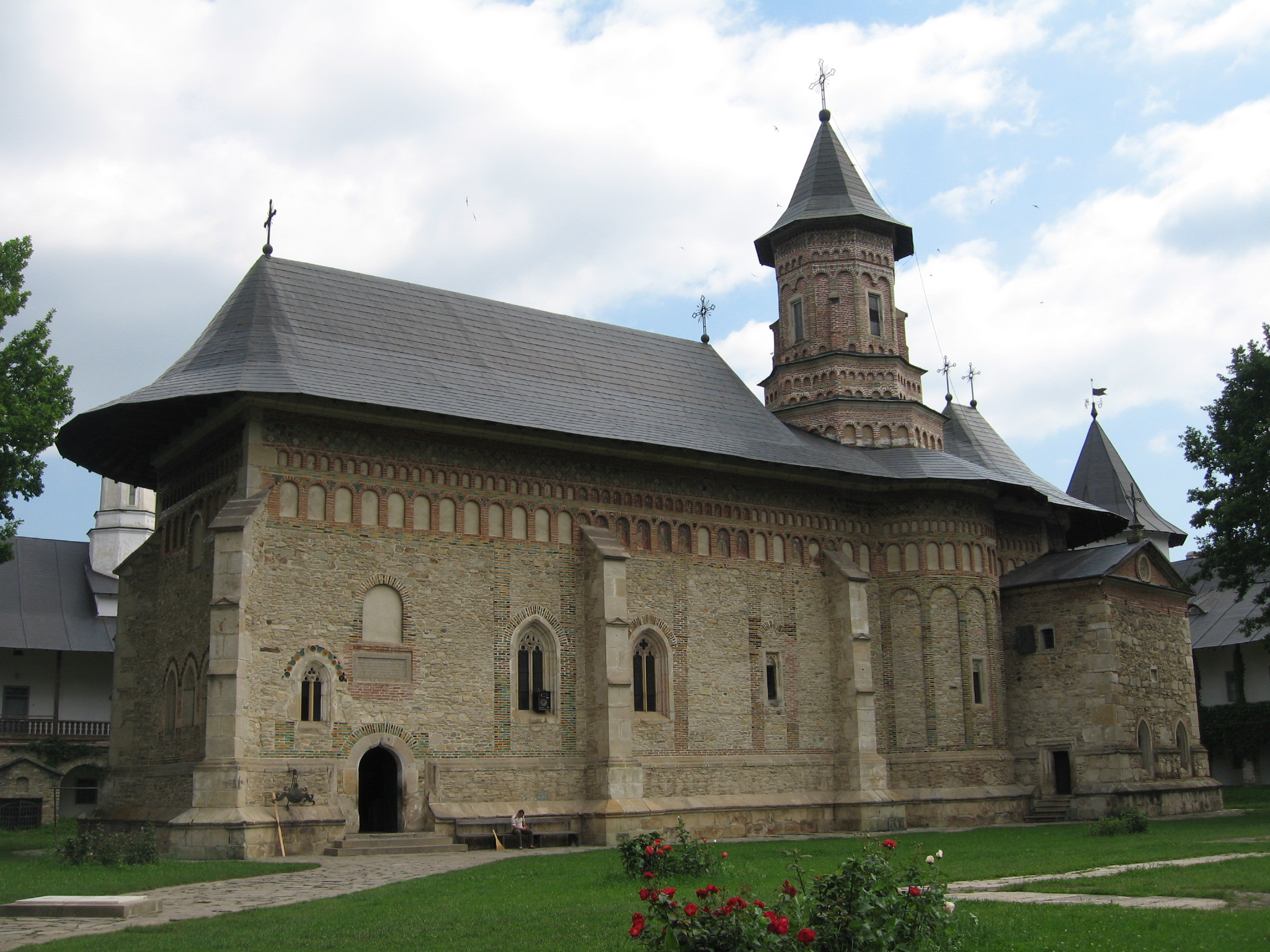
Cerkiew Wniebowstąpienia Pańskiego na terenie monasteru

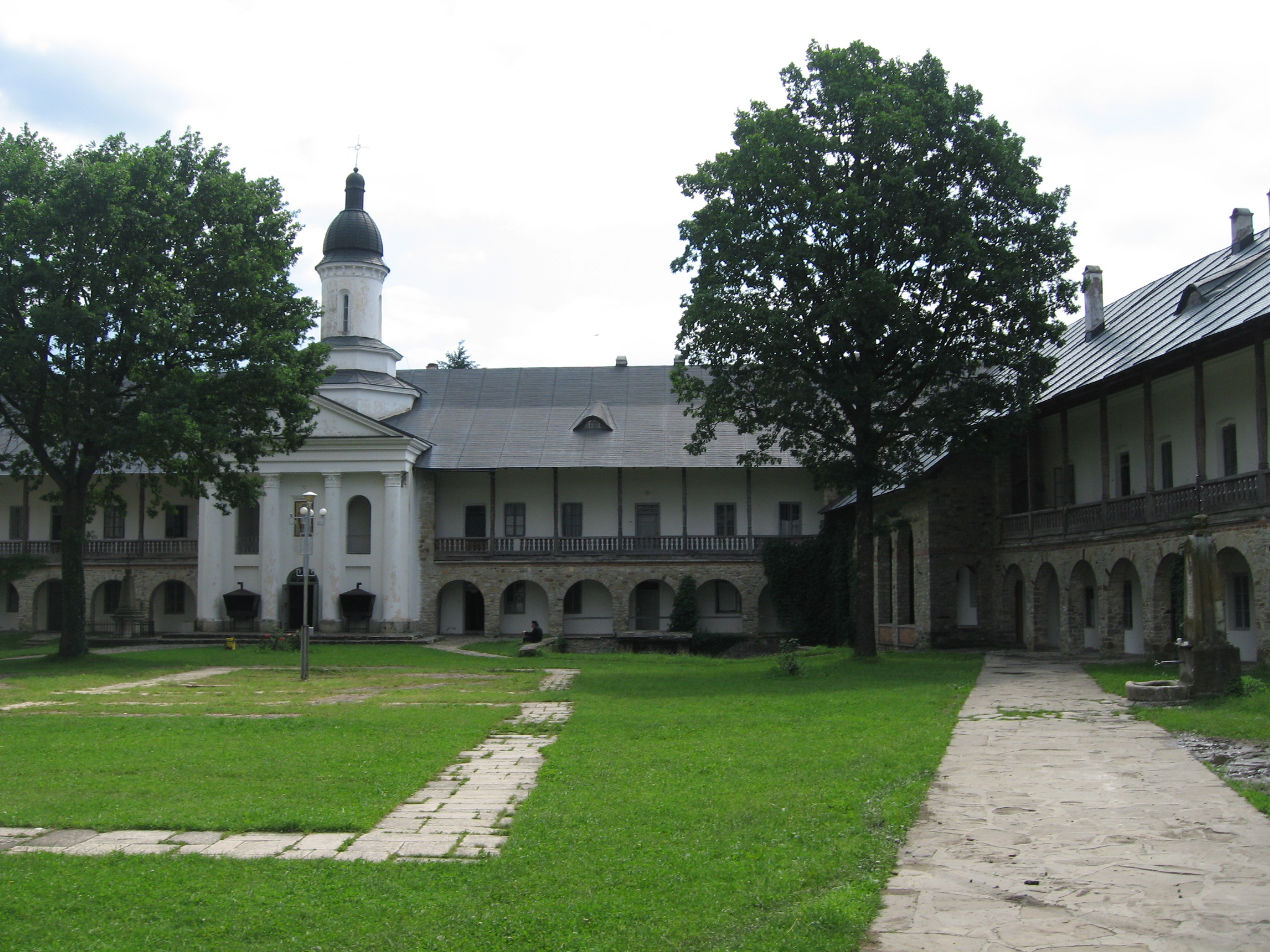
Zabudowania klasztorne z wbudowaną cerkwią św. Jerzego

Monaster Neamț (rum. Mănăstirea Neamț) – jeden z najstarszych i najznaczniejszych klasztorów rumuńskich znajdujący się na terenie historycznej Mołdawii w okręgu Neamț 10 km na zachód od miasta Târgu Neamț.
Klasztor powstał na początku XIV wieku jako jeden z pierwszych w młodym państwie mołdawskim. Za czasów Piotra I Muszatowicza (w historiografii rum. Piotr II) wybudowano pierwszy kościół kamienny, ale dopiero za czasów Stefana III Wielkiego uzyskał obecną formę. Klasztor słynął z jednej z największych w ówczesnej Mołdawii bibliotek i pracowni ikon, stąd często był określany prestiżowym mianem ławry.
Monaster po utracie znaczenia w wiekach XVII i XVIII, odzyskał status w XIX wieku wraz z założeniem drukarni. Po zjednoczeniu Mołdawii z Rumunią część mnichów sprzeciwiła się wprowadzeniu języka rumuńskiego do liturgii i konfiskacie części dóbr klasztornych i założyła monaster Nowy Neamț we wsi Kickany w guberni besarabskiej Cesarstwa Rosyjskiego (do 1812 wschodniej części Mołdawii).
Cerkiew Wniebowstąpienia Pańskiego z czasów Stefana III jest jednym z czołowych zabytków architektury mołdawskiej i łączy w sobie cechy średniowiecznej architektury bizantyjskiej z gotycką. W monasterze znajduje się cenna, ponad 600-letnia biblioteka z blisko 11 000 woluminów i zbiór ikon i innych dzieł sztuki prawosławnej.